# Куртеян, Александр Владимирович
Алекса́ндр Влади́мирович Куртея́н (Куртиян, Куртияну, рум. Alexandru Curtianu; род. 11 февраля 1974, Кишинёв, Молдавская ССР, СССР) — молдавский футболист, молдавский и российский тренер. В 2014—2015 годах — главный тренер сборной Молдавии.
С 2007 года, помимо молдавского, имеет российское гражданство.
Сын Александр также футболист.

## Биография
Карьеру начал в 1991 году в кишинёвском «Зимбру», за который выступал до 1996 года. В 1997 на правах аренды перешёл в польский «Видзев», на следующий год был арендован российским «Зенитом». В январе 1999 был арендован немецким «Гамбургом» у «Зимбру» до 30 июня 1999 года с условным продлением контракта на три года, но по окончании срока аренды вернулся в «Зенит» и подписал контракт с клубом на три года. После сезона-2000 Куртиян был выставлен на трансфер из-за того, что его стиль игры перестал подходить «Зениту» и в феврале 2001 был отдан в аренду в «Зимбру». С ноября 2001 года вёл переговоры по возвращению в Санкт-Петербург, в петербургское «Динамо», но в 2002 трансфер так и не произошёл, хотя было подписано предварительное соглашение.
Пятикратный чемпион Молдавии (1992, 1992/93, 1993/94, 1994/95, 1995/96) в составе «Зимбру». Чемпион Польши 1996/97 в составе «Видзева». Дважды — в 1993 и 1998 годах — признавался футболистом года в Молдавии.
В чемпионате России выступал за петербургский «Зенит» и московский «Торпедо»-ЗИЛ. В составе «Зенита» — обладатель Кубка России сезона 1998/99 годов. В 1998 году был включён в список 33 лучших футболистов чемпионата России (№ 3).

### Футбольная деятельность
С конца 2003 по 2007 год работал в «Зимбру» на различных должностях (помощник главного тренера, исполнительный директор по спортивным вопросам, спортивный директор, исполняющий обязанности главного тренера).
В 2009 году был помощником главного тренера в клубе «Смена-Зенит» (Санкт-Петербург, Россия).
С конца 2011 по 2014 год работал главным тренером молодёжной сборной Молдавии. В отборочном цикле молодёжного чемпионата Европы 2015 года его команда в десяти матчах набрала 16 очков и заняла третье место, пропустив вперёд команды Финляндии и Англии.
24 сентября 2014 года Куртиян возглавил главную сборную страны. Соглашение с ним было рассчитано до конца квалификационного турнира Евро-2016. Однако через год, 21 сентября 2015, подал в отставку — сборная после восьми игр занимала последнее 6-е место с двумя очками.
В 2017 году возглавлял латвийский клуб «Елгава». С 2018 по 2020 был наставником в литовском «Паневежисе».
28 июня 2021 года стал главным тренером петербургского «Динамо» перед стартом команды в ПФЛ сезона 2021/2022. 11 октября 2022 года покинул пост вследствие расторжения контракта по соглашению сторон. Всего в качестве главного тренера «Динамо» провёл 48 матчей. В 2023 году тренировал другой петербургский клуб — «Ядро». В январе 2024 года возглавил «Атом» из Нововоронежа. В конце года покинул клуб. С 2025 года — тренер в футбольной школе «Прорыв» Санкт-Петербург.

## Достижения

### Командные
- Чемпион Молдавии: 1992, 1992/93, 1993/94, 1994/95, 1995/96
- Чемпион Польши: 1996/97
- Обладатель Кубка России: 1998/99

### Личные
- Футболист года в Молдавии (2): 1993, 1998
- В списке 33 лучших футболистов чемпионата России: 1998 (3 место)
- Почётная грамота Совета МПА СНГ (12 апреля 2018 года, Межпарламентская ассамблея СНГ) — за активное участие в деятельности Межпарламентской Ассамблеи и её органов, вклад в укрепление дружбы между народами государств — участников Содружества Независимых Государств[24]